# Argema kuhnei
Argema kuhnei är en fjärilsart som beskrevs av Elliot C.G. Pinhey 1969. Argema kuhnei ingår i släktet Argema och familjen påfågelsspinnare. Inga underarter finns listade i Catalogue of Life.